# ガゼル (自動車)
ガゼル（GAZelle、露: ГАЗе́ль）は、ロシア連邦の自動車メーカー、GAZにより製造・販売されている小型商用車である。

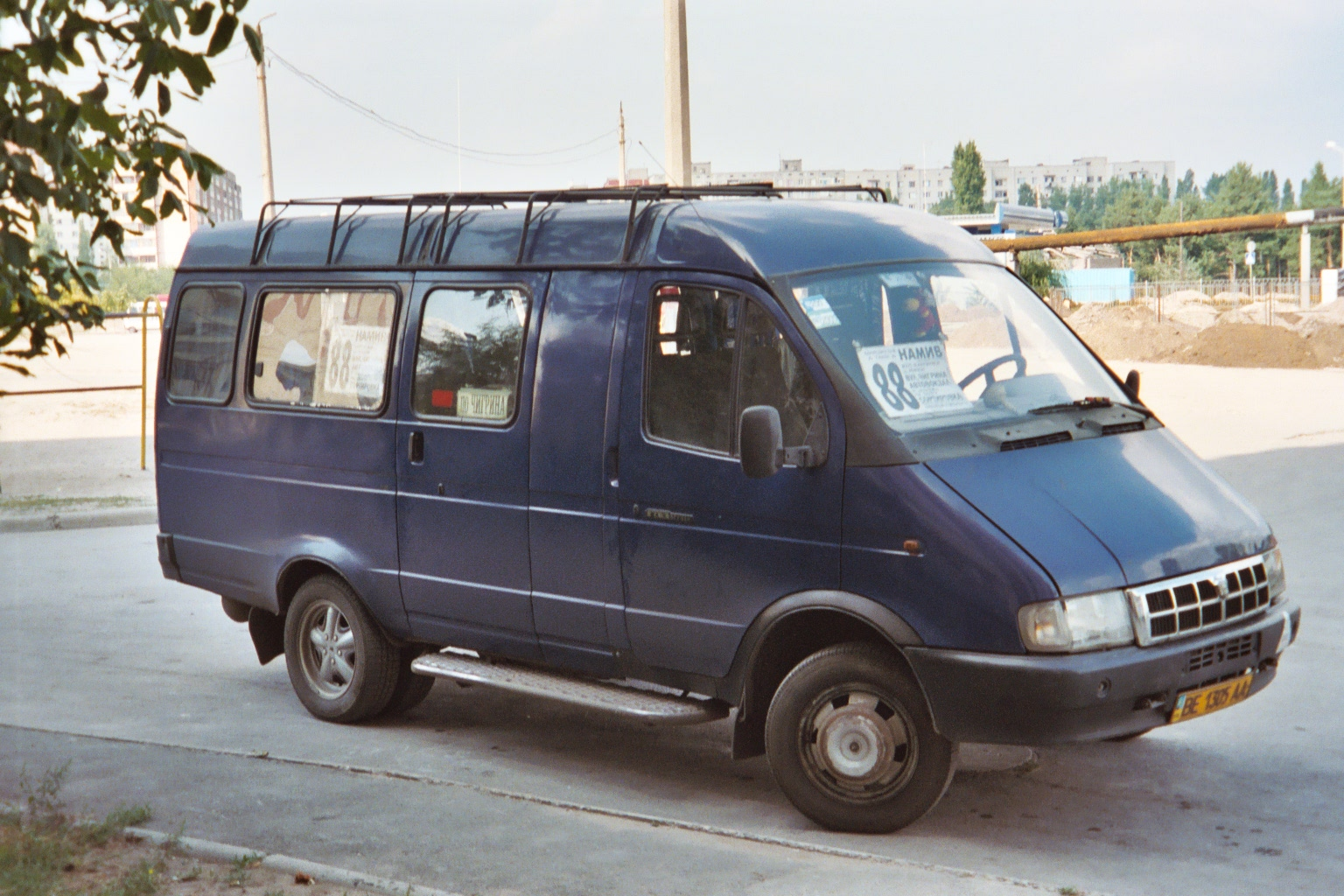
初代ガゼル マルシュルートカ仕様

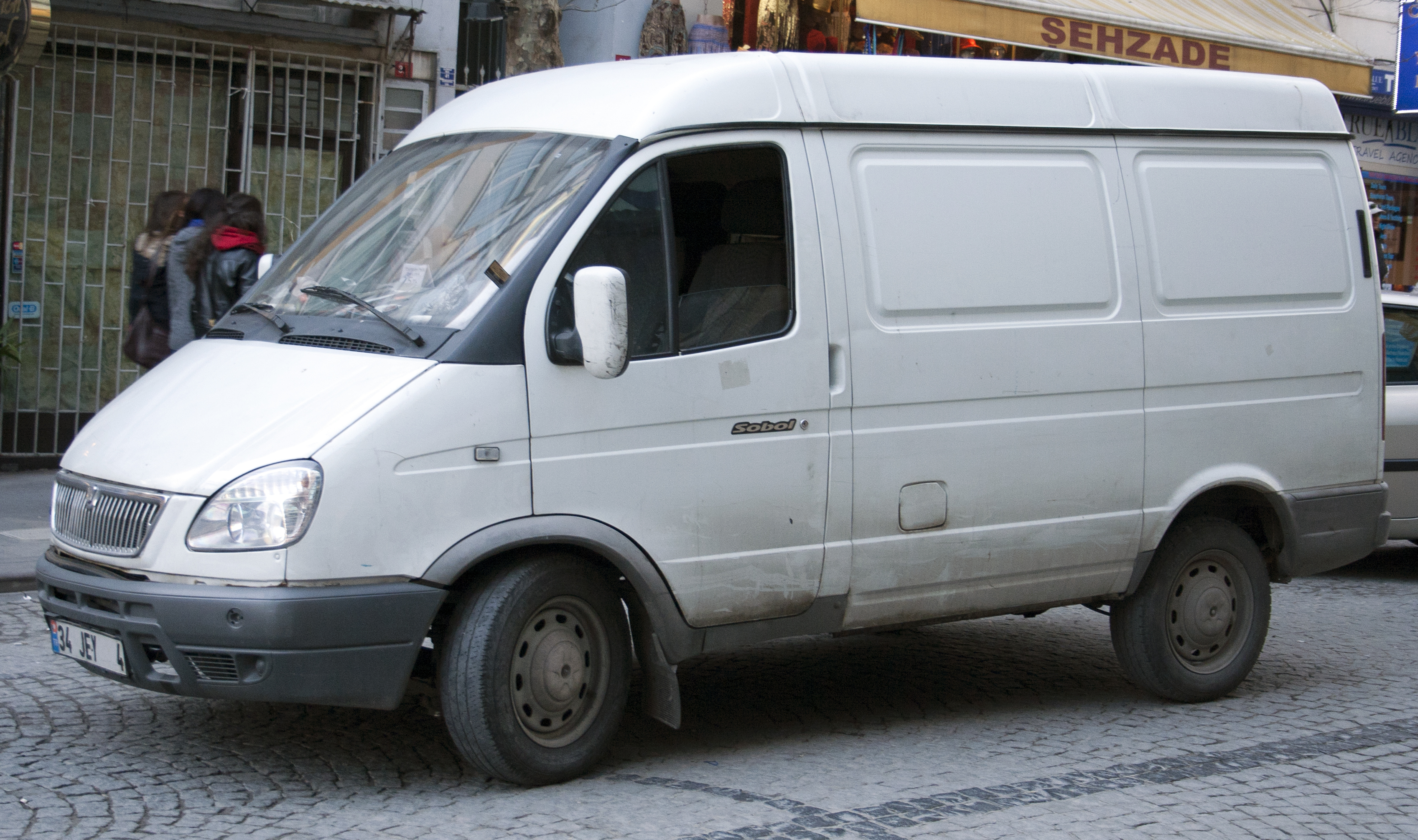
2代目ソボル パネルバン仕様

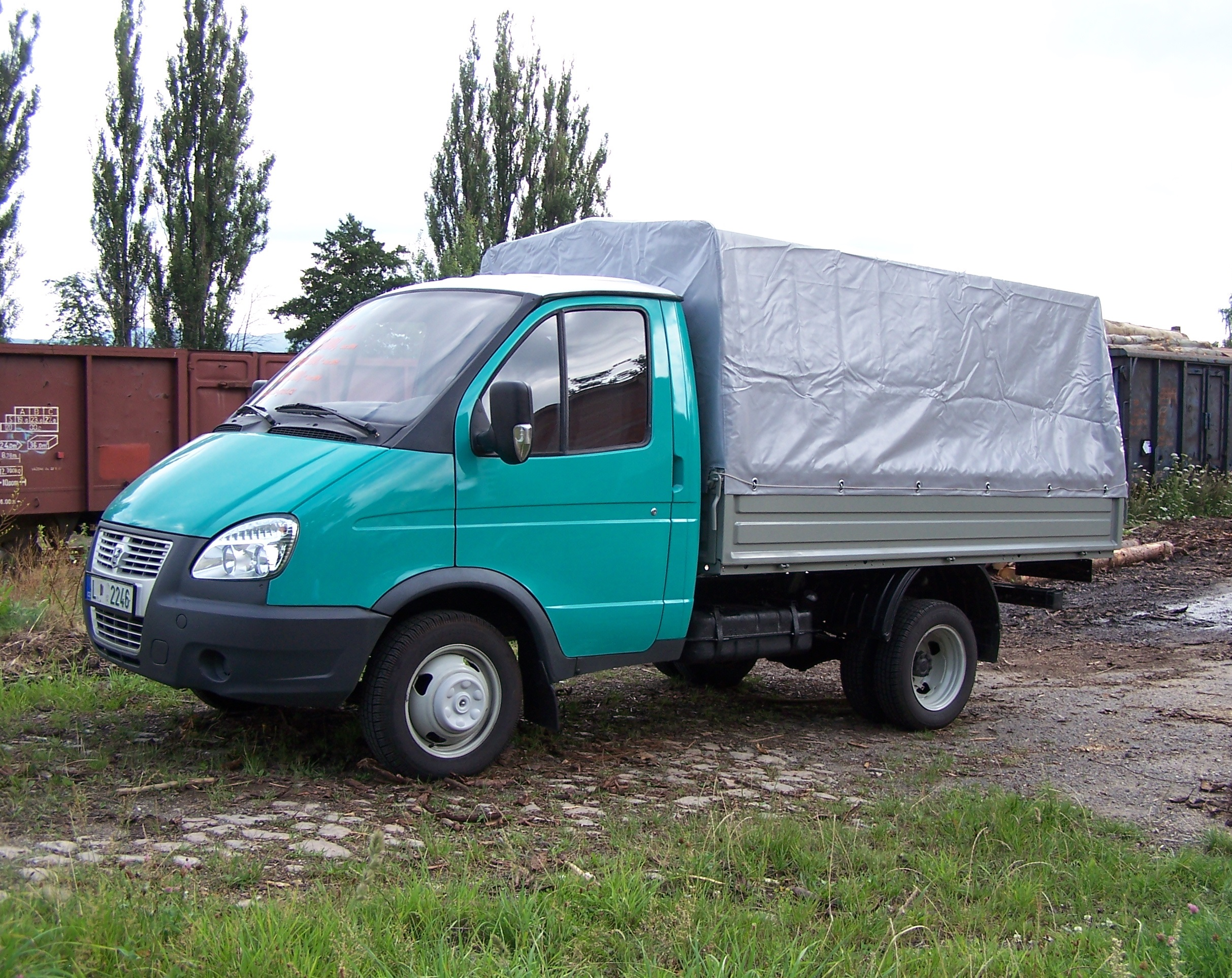
3代目ガゼル・ビジネス（3302）

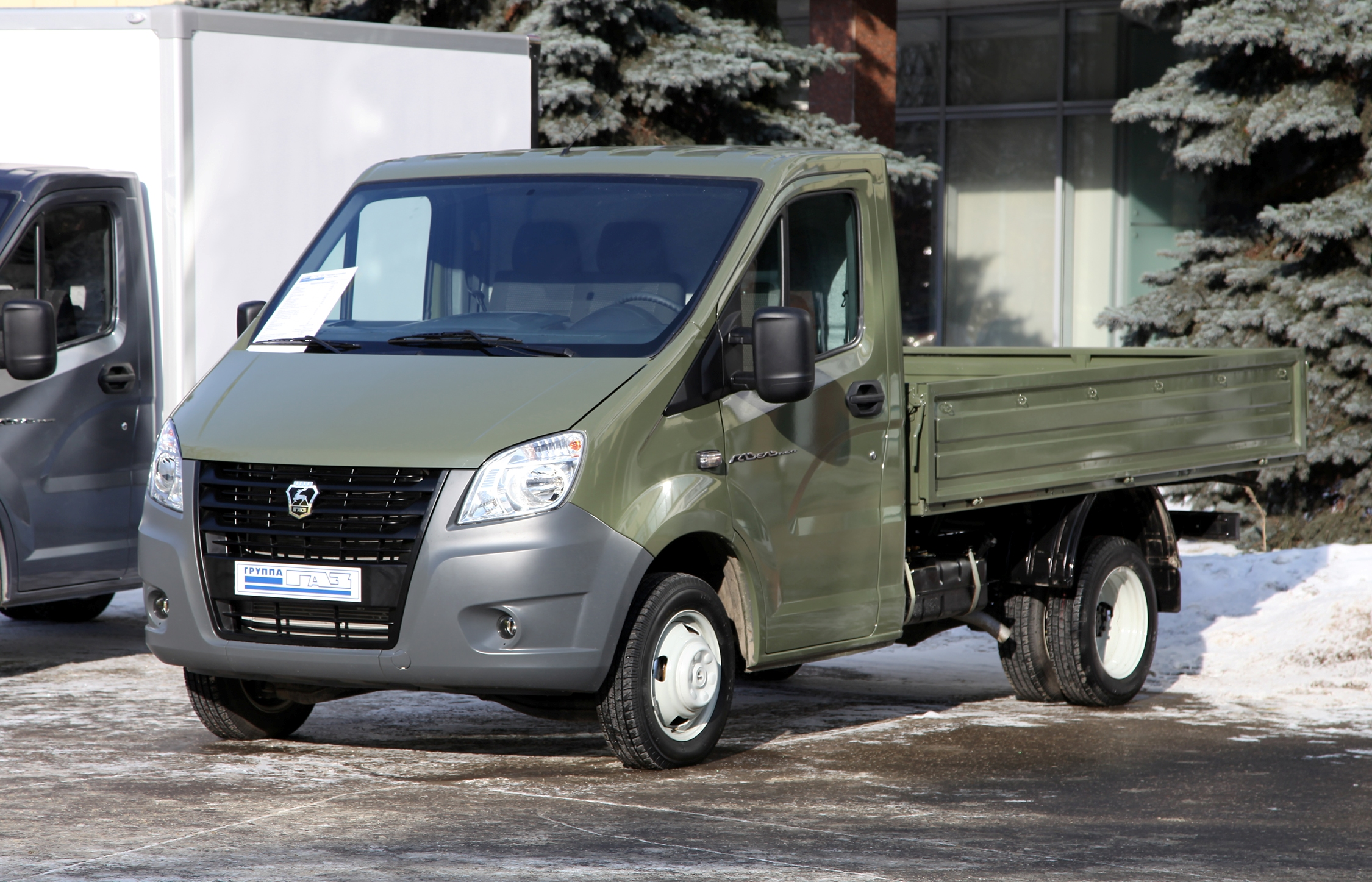
4代目ガゼル・ネクスト

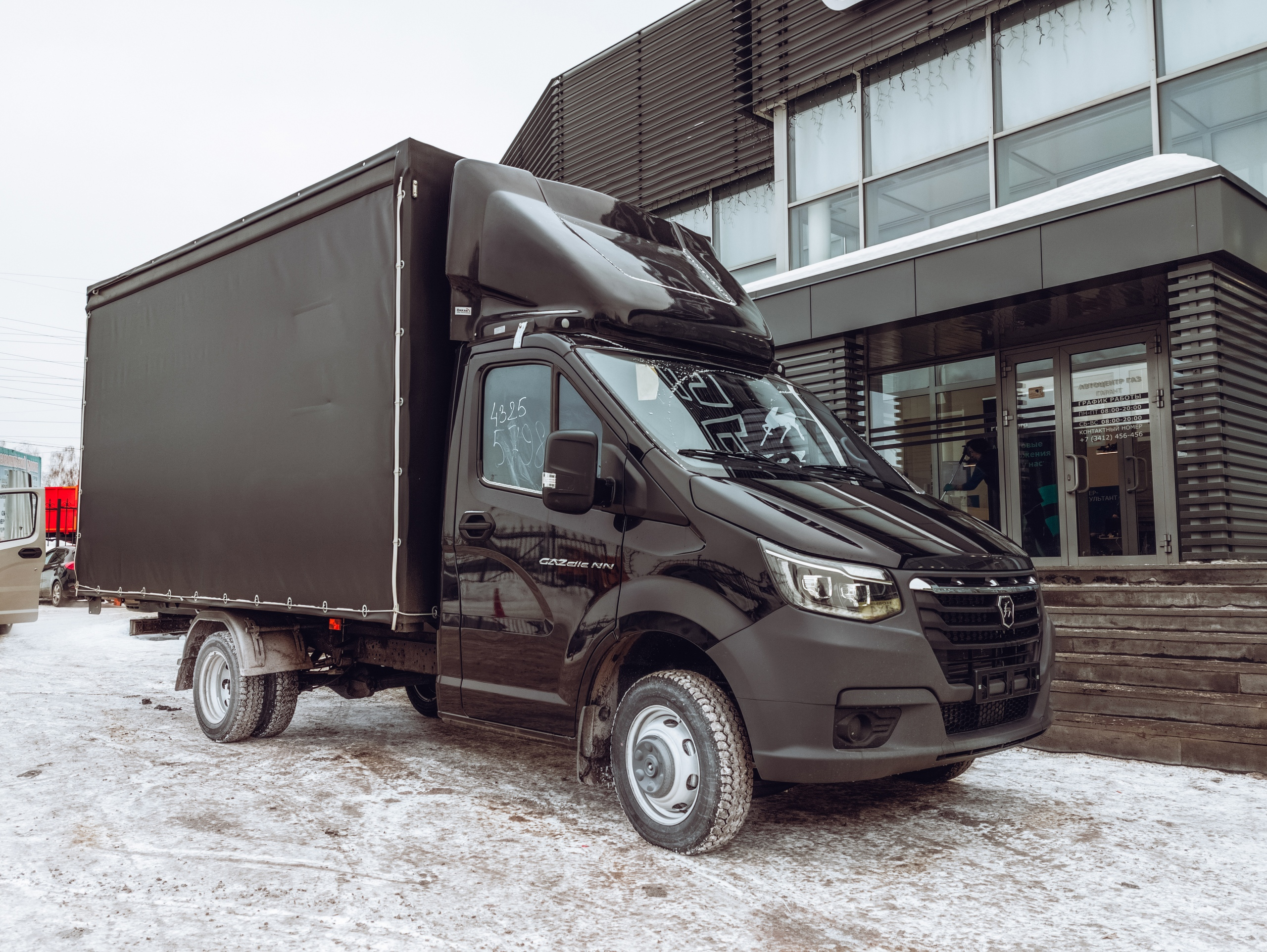
5代目ガゼルNN

## 歴史
ソ連崩壊に伴う市場経済移行時、ロシアの自動車メーカーは、フォード・トランジット、フォルクスワーゲン・T4に相当する、需要の高い小型商用車を製造していなかった。そのため、同社は同市場へ目星を付け、1988年（ソ連時代）に独自設計・開発を開始する。当初はアゼルバイジャン共和国キロヴァバード市にある、未稼働の車両工場において製造を予定した。なお、同プロジェクトにさらなる進展があったのは、ソ連崩壊後であった。自社製の乗用車（特にGAZ-31029）とフロントグリル等と言った、部品の多くを共有する事によりコストを抑え、1994年に発売する事となる。エンジンは国産製品のみを搭載し、変速機はMTのみ。AT車はオプション設定もされなかった。前照灯は角型4灯式。当初はトラックのみだったが、1996年にはミニバスを、1998年には小型のソボルを発売。
以前はリガ自動車工場によりソ連全土向けにミニバスが製造されていたものの、ソ連崩壊に伴い本社がラトビア共和国となり、海外市場となったロシア市場へは輸出車を販売し、ハード・カレンシーを稼ぐ必要が生じた。同社としては、この機会を逃す訳にはいかず、迅速に開発が進められた。以降もモデルチェンジは最小限に抑え、ソボルと共に、ロシア市場においては現在も小型バン及び小型トラック市場を独占しており、他のCIS諸国市場においても確固たる地位を築いており、自社製品の中では最も成功を収め、人気製品となっている。
1993年8月26日、ロシア連邦モスクワ市にある全ロシア博覧センターにおいて開催された第2回モスクワ国際モーターショーにおいて、バンやミニバス等と言った試作車を『ガゼル』として発表する。
1994年7月20日、ニジニ・ノヴゴロド市にある車両工場の製造ラインにおいて、平ボディ車『GAZ-3302』の量産を開始する。試作車からはフロントシートのデザインを変更したほか、カーヒーター、シートベンチレーション、ラジエーター、ダッシュボードのデザインも変更した。最低地上高はロシアの道路事情を考慮し、高い位置へ設定した。
1999年、自社製のより大型級の製品と部品を共有する全地形対応四輪駆動車の製造を開始する。現在は後輪デフロックを約77,677円でオプション設定する。
2003年に2代目モデルへモデルチェンジ。ヘッドランプは異型2灯式となり、フロントグリル、フロントバンパーは初代と比較して丸みを帯びたデザインとなり、ボンネット下部のスペースを拡大、テールランプも変更された。全輪駆動車には新たなダッシュボード、パワーステアリング、スチールホイールが与えられた。2004年にはABSを新規搭載。
2005年8月4日、累計製造台数100万台を記録。同車はCIS諸国及び中東欧のほか、モロッコ王国やフィリピン共和国等と言ったアジア市場及びアフリカ市場へ輸出も行われている。
2010年、3代目モデルへモデルチェンジ。3代目は車名がガゼル・ビジネスへ変更された。バンパーと一体化したフロントグリルなど、130個所が変更されている。内部に関してはフロントパネル、ステアリング・ホイール、カーオーディオが改良され、キャブヒーターのスイッチ類がキャビンの前方へ変更された。エンジンは直噴式UMZ-4216型を搭載する。2010年生産車は、カミンズ製ターボチャージャー付ディーゼルエンジンを搭載した。多数の先進技術を搭載し、内部の方が大幅に変更された。2011年にはハイルーフのシャトルバンを発売。2013年にはバイフューエル式ガソリンエンジン搭載車を発売。
2013年4月10日、4代目モデルへモデルチェンジ。再び車名変更があり、ガゼル・ネクストへ変更された。かなり大規模なモデルチェンジとなり、外観デザインが大幅に変更された。なお、ガゼル・ビジネスは継続生産される。このネクストというサブネームは、ソボルなどにも使用される。グレード展開は ベーシック、コンフォート1、コンフォート2の3種類である。ベーシックはパワーステアリング、クルーズコントロール、アラームドアオープンポジション、スタビライザー、調整可能照明付ダッシュボード、オンボードコンピュータ、加熱機能付サイドミラー、パワーウィンドウ、カーオーディオ、セントラルロックシステム、調整可能アームレスト付シート、上下調整可能ステアリングコラム、暖房付ラジエーター、ライター、ツールキットが装備される。コンフォート1はフォグランプ、電動格納ドアミラー、加熱シート、腰椎サポートクッションが追加される。コンフォート2は予熱装置、大容量バッテリー（85Ah）が追加される。全グレードにはディファレンシャルロック、ABS付ブレーキシステム、エアコンがオプション設定される。2014年3月7日にはダブルキャブモデルを発売。同3月24日にはガゼル・ネクストをベースにしたミニバス、ガゼル・ネクストシティラインを発売。2014年5月にはGAZが欧州車両型式承認を取得し、欧州での販売を開始。2015年9月にはモスクワで開催されたコムトランス展にパネルバンモデルとミニバスモデルを展示。パネルバンは2016年4月、ミニバスは同11月に発売された。
2018年7月6日、アフリカ市場における事業拡大を目的とした、アフリカ・モーターズとの協力により、モロッコ市場において販売を開始。

## デザイン
デザインは、特に初代にフォード・VE6型トランジットを彷彿とさせる面があるものの、両車に共通点は全くと言って良い程に無い。
初代はエンジン、トランスミッション、インテリアデザイン、ステアリング、ブレーキ類など、技術面で異なる。その他、ガゼルはロシア製エンジンのみを搭載している。また、フロントシートや暖房と換気設備、ラジエーター、ダッシュボードも変更されており、ロシアの道路状況に適応するため、地上高を高く設定している点も異なる。

## バリエーション
- GAZ-3302 - アオリ付平ボディ、3人乗りキャブ、後輪駆動モデル
- GAZ-33021 - アオリ付平ボディ、GAZ-3302の改良モデル
- GAZ-33023 - アオリ付平ボディ、全輪駆動モデル
- GAZ-33027 - アオリ付平ボディ、6人乗りキングキャブ、後輪駆動モデル
- GAZ-330237 - アオリ付平ボディ、キングキャブ、全輪駆動モデル
- GAZ-3221 - ミニバス、8席、全輪駆動モデル
- GAZ-32213 - ミニバス、13席、全輪駆動モデル
- GAZ-322132 - ミニバス、マルシュルートカおよびシャトルバス用13席、全輪駆動モデル
- GAZ-2705 - パネルバン、全輪駆動モデル
- GAZ-27051 - 救急車、全輪駆動モデル
- GAZ-27052 - パネルバン、キングキャブ、全輪駆動モデル
- GAZ-27057 - パネルバン、キングキャブ、全輪駆動モデル

## 車名の由来
ウシ科ブラックバック亜科の3属の総称である『ガゼル』に由来。